# Middleburg, Florida
Middleburg  är en ort i Clay County, Florida, USA. År 2020 uppgick invånarantalet till 12 881 personer.